# Kriterion (Rotterdam)

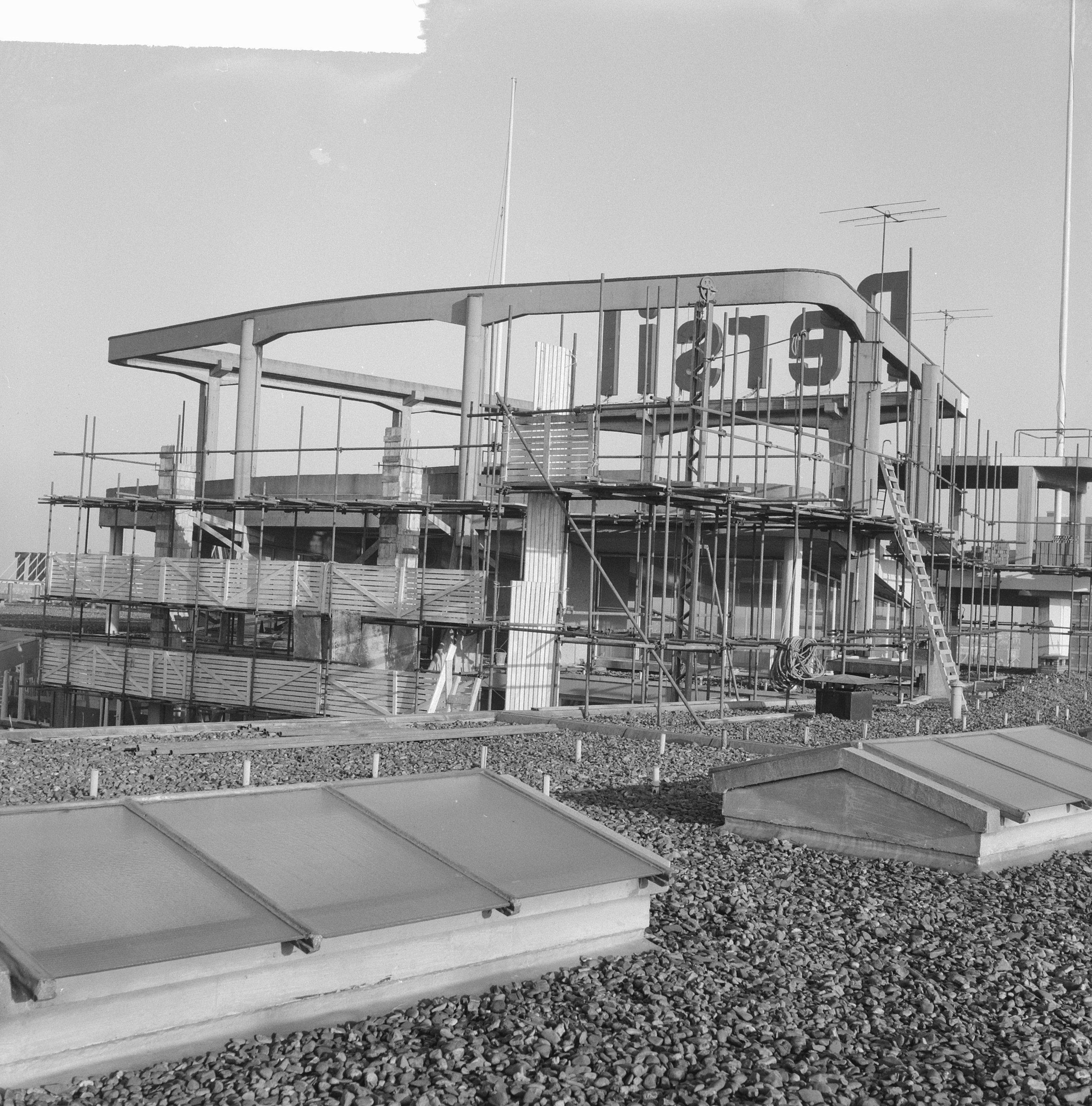
Op het dak van het Groothandelsgebouw te Rotterdam wordt een bioscoop gebouwd: Kriterion

Kriterion was een bioscoop in Rotterdam. De filmzaal, die opende op 21 mei 1961, werd gebouwd bovenop het in 1953 geopende Groothandelsgebouw. 
Initiatiefnemer was Piet Meerburg, die al soortgelijke bioscopen onder dezelfde naam exploiteerde in Amsterdam en Den Haag. Idee achter deze exploitaties was dat studenten bij konden verdienen door voor de bioscoop te werken. De programmering was ook gericht op een jong publiek met een belangstelling voor de 'betere' film. Kriterion was een typische voorloper van de arthouse bioscoop. De Nijmeegse architect J. Jansen ontwierp de zaal. Het projectiedoek kon worden weggeschoven. De 320 zitplaatsen boden dan een prachtig uitzicht over Rotterdam, dat tot de bouw van het kantoor van Nationale-Nederlanden aan de oostzijde van het Stationsplein tot aan de Kralingse Plas reikte. 
De zaal bestaat nog steeds maar wordt al sinds 1989 niet meer als bioscoop uitgebaat.